# Neolasia colei
Neolasia colei är en tvåvingeart som först beskrevs av Aldrich 1927.  Neolasia colei ingår i släktet Neolasia och familjen kulflugor.
Artens utbredningsområde är Costa Rica. Inga underarter finns listade i Catalogue of Life.